# Bestandsgröße
Unter einer Bestandsgröße (auch Bestandsmasse; englisch stock) versteht man in den Wirtschaftswissenschaften die in Geldeinheiten bewertete oder in physikalischen Einheiten zu einem bestimmten Zeitpunkt gemessene Größe. Gegensatz ist die Stromgröße. In der Physik spricht man von Potentialgrößen.

## Allgemeines
Den Unterschied und Zusammenhang zwischen Bestands- und Stromgröße hat der Ökonom Nicholas Gregory Mankiw am Beispiel der Badewanne erklärt. Die in der Wanne vorhandene Wassermenge ist die Bestandsgröße, das in die Wanne hineinfließende oder aus ihr abfließende Wasser ist eine Stromgröße. Daraus ergibt sich auch der Zusammenhang zwischen beiden Größen, denn Zu- und Abfluss verändern die Bestandsgröße.
Der Bestand ist das materielle und/oder immaterielle Resultat von Akkumulationsprozessen. Materielle Bestände sind etwa der Kassenbestand, immaterielle unter anderem die Anzahl vorhandener Patente. Der Zahlenwert einer Bestandsgröße kann eine Geldeinheit (etwa Euro) oder eine physikalische Größe (Kilogramm) sein, aus denen sich die Dimension „Geld- oder Mengeneinheiten zum Zeitpunkt“ ergibt. Der Zeitpunkt heißt statistisch häufig „Stichtag“. Die Bestandsgröße unterscheidet sich von der Stromgröße durch die zeitliche Abgrenzung einer untersuchten Grundgesamtheit, wobei sich Bestandsgrößen auf einen konkreten Zeitpunkt beziehen (etwa die Einwohnerzahl Kölns zum 31. Dezember 2016). Dagegen ist die Stromgröße auf einen konkreten Zeitraum bezogen (etwa die Anzahl der Insolvenzen im gesamten Jahr 2010). Das Gewicht eines Kraftfahrzeuges (2 t) ist eine zeitlos geltende Bestandsgröße, seine Geschwindigkeit (100 km/h) eine Stromgröße, die lediglich zu einem gemessenen Zeitpunkt gilt. 

## Ermittlung
Bestandsgrößen werden ermittelt durch Inventur, Fortschreibung oder Beobachtung individueller Verläufe, bei denen der Bestand zu jedem beliebigen Zeitpunkt bekannt ist. Jeder Bestandsgröße ist eine Zugangs- und Abgangsmasse zugeordnet. So setzt sich beispielsweise die Bevölkerungszahl zu einem bestimmten Stichtag aus der Zugangsmasse der Geburtenziffer und der Einwanderung sowie der Abgangsmasse der Sterbeziffer und der Auswanderung zusammen. Stromgrößen enthalten mathematisch in ihrer Dimension ein Mitglied der Dimensionsklasse „Zeit“ mit einem von Null verschiedenen Exponenten. Bestandsgrößen dagegen enthalten in ihrer Dimension keine Zeitdimensionen.
Jede Stromgröße verändert die ihr zugehörige Bestandsgröße. Zugänge erhöhen den Bestand, Verbrauch oder Abgänge verringern ihn. Wird beispielsweise vom Einkommen (Stromgröße) eines Privathaushalts ein Teil gespart, so erhöht sich sein Vermögen oder es verringern sich seine Schulden (Bestandsgrößen).

## Arten
In der Volkswirtschaftslehre und der Betriebswirtschaftslehre gibt es unter anderen folgende Bestandsgrößen:
- Volkswirtschaftslehre 
  - physische Größen: Einwohnerzahl, Landfläche, Arbeitslosenzahl, Arbeitsvolumen. Der Quotient aus der Einwohnerzahl und der Landfläche ist die Bevölkerungsdichte.
  - Geldeinheiten: Geldvermögen, Staatsvermögen, Volksvermögen.
- Betriebswirtschaftslehre
  - physische Größen: Auftragsbestand, Lagerbestand, Personalbestand, Betriebsgröße.
  - Geldeinheiten: Kassenbestand, Eigenkapital, Fremdkapital, Bilanzsumme, Geschäftsvolumen, Portfolio. Der Quotient aus dem Eigenkapital und der Bilanzsumme ist die Eigenkapitalquote.

Die Geldmenge ist eine Stromgröße, das Geldvermögen eine Bestandsgröße. Diese Bestandsgrößen sind zugleich volkswirtschaftliche oder betriebswirtschaftliche Kennzahlen.

## Bestandsgrößen im Jahresabschluss
Im Jahresabschluss von Unternehmen sind sowohl Bestands- als auch Stromgrößen enthalten. Bestandsgrößen werden auf Bestandskonten in der Bilanz verbucht, die zum Bilanzstichtag (meist der 31. Dezember) ermittelt werden. Stromgrößen werden auf Erfolgskonten (Aufwands- und Ertragskonten) in der Gewinn- und Verlustrechnung verbucht. Sie beinhaltet als Stromgrößen die kumulierten Erfolgszahlen (Umsatz, Kosten oder Erträge) eines ganzen Geschäftsjahres.
Im Anlagevermögen gibt es folgende Bestandsgleichung:
```
   Anfangsbestand (Bestandsgröße) 
   + Zugang (Stromgröße)
   – Abgang (Stromgröße)
   = Endbestand (Bestandsgröße)  
```

Die Differenz aus dem Anfangsbestand minus Endbestand heißt Bestandsänderungsgröße. Die Zusammenstellung mehrerer Bestandsgrößen heißt Bestandsrechnung. Das Anlagengitter ist daher eine Bestandsrechnung.

## Verknüpfung von Bestands- und Stromgrößen
Auch bei der Bilanzanalyse ist es möglich, Kennzahlen aus Bestands- und Stromgrößen miteinander zu kombinieren wie beispielsweise bei der Lagerumschlagshäufigkeit oder dem Debitorenziel. Die Lagerumschlagshäufigkeit ergibt sich aus dem Verhältnis der Materialkosten (Stromgröße) und dem Lagerbestand (Bestandsgröße). Statistische Umschlagskennzahlen setzen stets eine Bestandsgröße mit der diese verändernde Stromgröße in Beziehung. In der Volkswirtschaftslehre verknüpft die Kapitalproduktivität die Produktionsmenge (Stromgröße) und den dafür erforderlichen Kapitalstock (Bestandsgröße).
Makroökonomische Modelle, welche die Veränderungen von Beständen und Flussgrößen abbilden, werden als Stock-Flow Consistent Models bezeichnet.